# CRESSPOM
O CRESSPOM (abreviação retirada do seu nome oficial: Clube Recreativo e Esportivo de Sub-Tenentes e Sargentos da Polícia Militar do Distrito Federal) é uma agremiação desportiva e social brasileira, sediada em Brasília, no Distrito Federal. 
O clube possui destaque principalmente pela sua equipe de futebol feminino, que já representou o Distrito Federal várias vezes na Copa do Brasil de Futebol Feminino, sendo um dos clubes que mais participaram da história da competição. Apresentando sua melhor participação, em 2016, quando chegou até as semifinais, vencendo o Audax/Corinthians em casa, mas perdendo no placar agregado.
Disputou o Brasileirão Feminino A-2 em três oportunidades:2017, 2019 e 2021, sendo esse ano a melhor campanha da história, chegando às semifinais, eliminando o Ceará. Mesmo derrotado pelo Atlético Mineiro, garantiu vaga para disputar pela primeira vez o Brasileirão Feminino A-1 em 2022.

## Títulos
| Estaduais                 | Estaduais                       | Estaduais | Estaduais                                |
|                           | Competição                      | Títulos   | Temporadas                               |
| ------------------------- | ------------------------------- | --------- | ---------------------------------------- |
| Distrito Federal (Brasil) | Campeonato Brasiliense Feminino | 7         | 2007, 2008, 2009, 2011, 2012, 2014, 2015 |